# Дутар
Дута́р (перс. دو تار‎/dutār < دو «два» и تار «струна»; тадж. дутор; туркм. dutar, tamdyra; узб. dutor; уйг. dutar/دۇتار‎) — двухструнный щипковый музыкальный инструмент у народов Ирана, Центральной и Южной Азии. Игра на дутаре — неотъемлемая часть творчества бахшей.

## Описание
Обычно встречается дутар длиною 1150—1200 мм с грушевидным резонатором и сильно вытянутой шейкой с грифом. Корпус клееный из тонких деревянных пластинок. Дутар имеет, как правило, 13—17 навязных жильных ладов и 2 шёлковые струны.
Звукоряд внизу хроматический, вверху диатонический. Диапазон: 1—2 октавы. Звук негромкий, нежный, с характерным призвуком (от скольжения ногтей по деке).
Используется народными и профессиональными исполнителями как сольный и ансамблевый инструмент, а также для аккомпанемента пению. На дутаре исполняются небольшие пьесы и инструментальные части макомов.

## Техника игры
Техника игры может различаться у разных народов, так уйгуры в основном только перебирают, а афганцы, народности Пакистана, таджики, туркмены и узбеки перебирают и наигрывают на струнах дутара.

## История
Появился приблизительно в XV веке, среди пастухов. В начале струны для дутара делались из кишок животных. Позднее, благодаря развитию торговли вдоль Шёлкового пути, начали изготавливать струны из скрученного шёлка. В современных струнах также используется шёлк или нейлон. С середины 30-х годов XX века усовершенствованные дутары (прима, альт, бас, контрабас) вошли в состав узбекских, таджикских и туркменских оркестров народных инструментов. Афганская и иранская разновидности (3-струнные) несколько отличаются от среднеазиатских. Гератская разновидность дутара насчитывает до 14 струн.
В Государственном музее истории культуры Узбекистана в Самарканде на экспозиции представлен дутар выдающегося узбекского певца, музыканта и композитора Ходжи Абдулазиза Расулева конца XIX века.

## Международное признание
В декабре 2021 года, Межправительственный комитет по охране нематериального культурного наследия ЮНЕСКО включил туркменское национальное мастерство изготовления дутара и искусство игры на нем с песенным сопровождением в Репрезентативный список нематериального культурного наследия человечества.